# 金珠西路

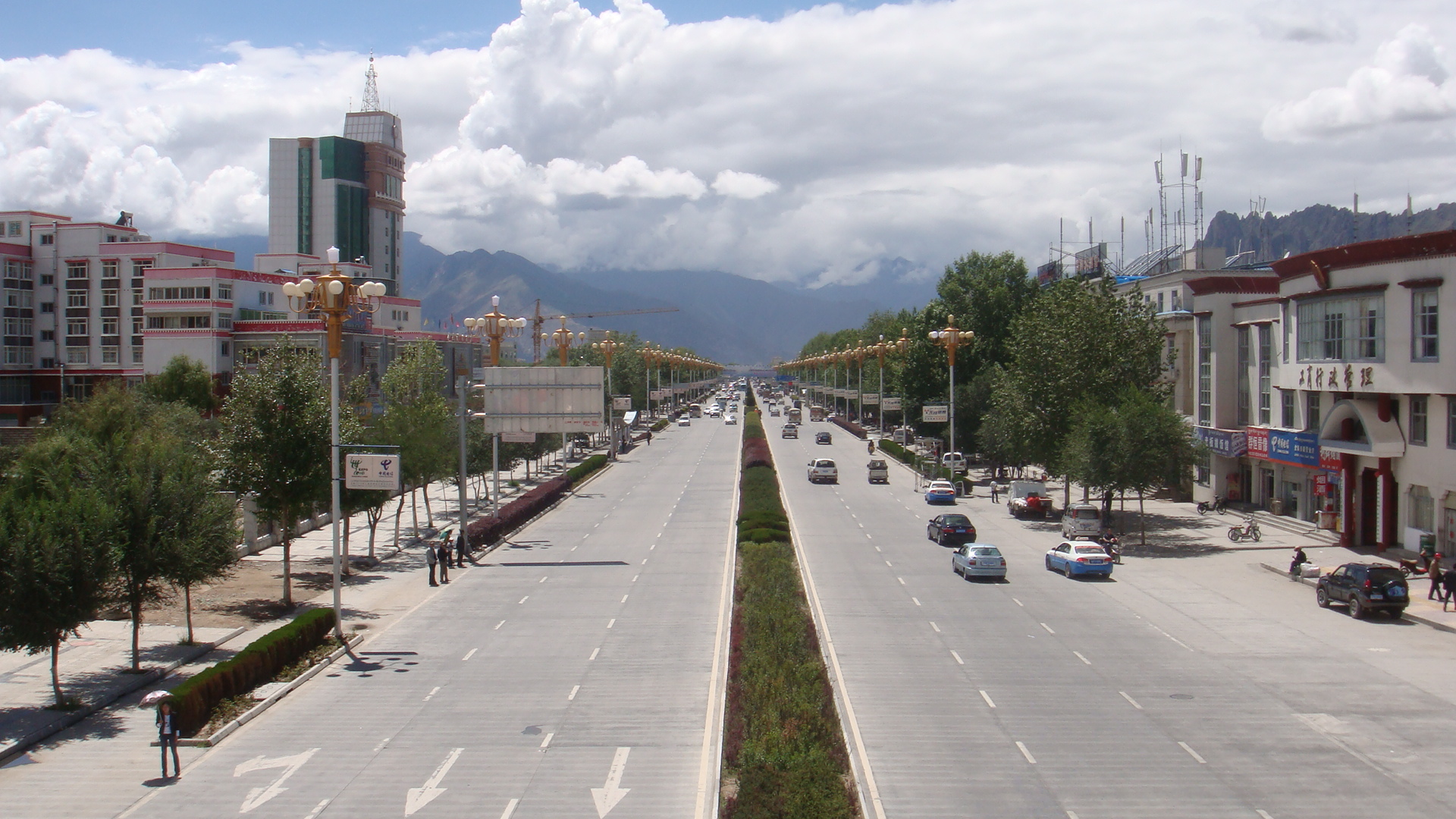
柳吾大桥附近

金珠西路是西藏自治区拉萨市的一条主要道路。因解放军修路和进入拉萨城而得名，为藏文解放军音译“金珠玛米”的汉语简称（羅馬化：chingdrol makmi）。

## 简介
金珠西路为东西走向，东接金珠中路，西接堆龙大道。2004年12月1日，金珠西路改扩建工程开工，道路全长为8.228公里，起点为青藏川藏公路纪念碑，终点为和平路与青藏公路交会处以西，工程包括道路、桥涵、给排水、交通安全设施、景观配套工程等等，总投资2.3亿元人民币。经过此次扩建工程，金珠西路成为水泥混凝土路面，路幅宽44米，四幅式六车道，中央为绿化带。该工程完工后，金珠西路成为西藏自治区路幅最宽的城市道路。2005年8月26日，在西藏自治区成立40周年纪念日（2005年9月1日）前夕，作为西藏自治区成立40周年大庆重点项目，金珠西路改扩建工程竣工通车。